# Station Petit-Rosière
Station Petit-Rosière, met telegrafische code LPE, was van 1881 tot 11 september 1961 voor reizigers en tot 1 november 1963 voor goederen een spoorwegstation in Petit-Rosière, dat samen met Geest-Gérompont de deelgemeente Geest-Gérompont-Petit-Rosière vormt, die sinds 1977 een deelgemeente is van het Waals-Brabantse Ramillies aan spoorlijn 147 (Landen -  Tamines).
0,0: Landen ·
3,8: Racour ·
6,1: Lincent ·
8,3: Maret ·
10,2: Orp ·
13,0: Jauche ·
16,5: Autre-Eglise ·
18,6: Ramillies ·
21,6: Petit-Rosière ·
25,3: Perwez ·
30,7: Grand-Leez-Thorembais ·
33,0: Sauvenière ·
36,3: Gembloers ·
38,6: Penteville ·
41,2: Corroy-le-Château ·
44,9: Sombreffe ·
47,5: Ligny Sud ·
51,7: Fleurus ·
54,6: Lambusart ·
57,1: Moignelée ·
Tamines-Alloux ·
60,5: Tamines